# Elizbar Odikadze
Elizbar Odikadze (in georgiano ელიზბარ ოდიკაძე?; Kornisi, 14 giugno 1989) è un lottatore georgiano, specializzato nella lotta libera.
Ha partecipato alle Olimpiadi di Rio de Janeiro 2016, gareggiando nella categoria fino a 97 kg, perdendo l'incontro valevole la medaglia di bronzo contro Al'bert Saritov.

## Palmarès
- Mondiali

Budapest 2018: bronzo nei 97 kg.
- Europei

Riga 2016: bronzo nei 97 kg.
Novi Sad 2017: bronzo nei 97 kg.
Kaspijsk 2018: bronzo nei 97 kg.
Bucarest 2019: bronzo nei 97 kg.
Roma 2020: bronzo nei 97 kg.
Varsavia 2021: bronzo nei 97 kg.
- Giochi europei

Baku 2015: argento nei 97 kg.
Minsk 2019: bronzo nei 97 kg.